# ひもの道
『ひもの道』（ひものみち）は、八潮路つとむによる日本の漫画作品。『週刊コミックバンチ』（新潮社）にて、2002年48号から2003年33号までシリーズ連載された。

## 登場人物
坂本
主人公。23歳フリーター。女に全く縁がなく、ヒモの学校ハイモ学院に通う。優秀な成績で卒業するが最後まで女ができなかった。
弓田
35歳。ハイモ学院で知り合う。サラリーマンだったが重役と喧嘩して解雇され、妻子に逃げられる。
野崎
42歳。ハイモ学院で知り合う。若い頃から日雇い労働者。